# Mummulgum
Mummulgum är en ort i Australien. Den ligger i kommunen Kyogle och delstaten New South Wales, i den sydöstra delen av landet, omkring 580 kilometer norr om delstatshuvudstaden Sydney. Antalet invånare är 344.
Runt Mummulgum är det mycket glesbefolkat, med 3 invånare per kvadratkilometer..
I omgivningarna runt Mummulgum växer huvudsakligen savannskog. Genomsnittlig årsnederbörd är 1 387 millimeter. Den regnigaste månaden är januari, med i genomsnitt 260 mm nederbörd, och den torraste är oktober, med 36 mm nederbörd.